# دافي ثينيس
دافي ثينيس هو لاعب كرة قدم بلجيكي في مركز الوسط، ولد في 28 يناير 1980 في سينت نيكلاس في بلجيكا. شارك مع منتخب بلجيكا تحت 21 سنة لكرة القدم. أما مع النوادي، فقد لعب مع بيفيرين ونادي بروكسل ونادي غينت.

## وصلات خارجية
- دافي ثينيس على موقع قاعدة بيانات كرة القدم.إي يو (الإنجليزية)
- دافي ثينيس على موقع Soccerway.com (الإنجليزية)
- دافي ثينيس على موقع عالم كرة القدم.نت (الإنجليزية)